# 워런 스판 상
워렌 스판 상(영어: Warren Spahn Award)은 미국의 메이저 리그에서 수여하는 상. 시즌 중에 최고의 활약을 한 좌완 투수에게 수여된다.
통산 363승을 거두며 역대 좌완 통산 최다승 기록을 가지고 있는 최고의 좌완 투수 중 한명인 워렌 스판을 기념하기 위해 1999년에 오클라호마 시티에 있는 오클라호마 스포츠 박물관에 의해서 창설되었다.

## 역대 수상자
| 연도 | 이름              | 팀                                  |
| ---- | ----------------- | ----------------------------------- |
| 1999 | 랜디 존슨         | 애리조나 다이아몬드 백스            |
| 2000 | 랜디 존슨         | 애리조나 다이아몬드 백스            |
| 2001 | 랜디 존슨         | 애리조나 다이아몬드 백스            |
| 2002 | 랜디 존슨         | 애리조나 다이아몬드 백스            |
| 2003 | 앤디 페티트       | 뉴욕 양키스                         |
| 2004 | 요한 산타나       | 미네소타 트윈스                     |
| 2005 | 돈트렐 윌리스     | 플로리다 말린스                     |
| 2006 | 요한 산타나       | 미네소타 트윈스                     |
| 2007 | CC 사바시아       | 클리블랜드 인디언스                 |
| 2008 | CC 사바시아       | 클리블랜드 인디언스/밀워키 브루어스 |
| 2009 | CC 사바시아       | 뉴욕 양키스                         |
| 2010 | 데이비드 프라이스 | 탬파베이 데블레이스                 |
| 2011 | 클레이튼 커쇼     | 로스앤젤레스 다저스                 |
| 2012 | 지오 곤잘레스     | 워싱턴 내셔널스                     |
| 2013 | 클레이튼 커쇼     | 로스앤젤레스 다저스                 |
| 2014 | 클레이튼 커쇼     | 로스앤젤레스 다저스                 |
| 2015 | 댈러스 카이클     | 휴스턴 애스트로스                   |
| 2016 | 존 레스터         | 시카고 컵스                         |
| 2017 | 클레이튼 커쇼     | 로스앤젤레스 다저스                 |
| 2018 | 블레이크 스넬     | 탬파베이 레이스                     |
| 2019 | 패트릭 코빈       | 워싱턴 내셔널스                     |
| 2020 | 류현진            | 토론토 블루제이스                   |
| 2021 | 훌리오 우리아스   | 로스앤젤레스 다저스                 |